# Quedius simplicifrons
Quedius simplicifrons är en skalbaggsart som beskrevs av Leon Fairmaire 1861. Quedius simplicifrons ingår i släktet Quedius, och familjen kortvingar. Arten har ej påträffats i Sverige.